# Tortue peinte
Chrysemys picta
Vous lisez un « article de qualité » labellisé en 2012.
Genre
Synonymes
- Hydrochelys Wagler, 1821

Espèce
Synonymes
- Testudo picta Schneider, 1783
- Testudo cinerea Bonnaterre, 1789
- Hydrochelys picta (Schneider, 1783)
- Emys bellii Gray, 1830
- Emys oregoniensis Harlan, 1837
- Chrysemys dorsalis Agassiz, 1857
- Chrysemys marginata Agassiz, 1857
- Chrysemys nuttalii Agassiz, 1857
- Chrysemys pulchra Gray, 1873
- Chrysemys treleasei Hurter, 1911

Statut de conservation UICN

 LC  : Préoccupation mineure
La Tortue peinte (Chrysemys picta) est l'une des espèces de tortues les plus répandues d'Amérique du Nord. Elle vit dans les points d'eau stagnante, du sud du Canada à la Louisiane et le Nord du Mexique, et de l'Atlantique au Pacifique. C'est la principale tortue présente sur cette aire de répartition. C'est l'unique représentante du genre Chrysemys, appartenant à la famille des Emydidae. Des fossiles prouvent son existence depuis au moins 15 millions d'années. Elle comporte quatre sous-espèces — C. p. picta, C. p. dorsalis, C. p. marginata et C. p. belli — qui ont divergé au cours de la dernière glaciation.
La femelle Tortue peinte adulte mesure entre 10 et 25 cm de long, le mâle est un peu plus petit. La carapace de cette tortue est lisse et ovale sans arête à son sommet. Sa peau est vert olive à noir avec des rayures rouges, orange ou jaunes aux extrémités. Les sous-espèces se différencient à leurs carapaces : celle de C. p. picta a des segments alignés à son sommet, C. p. marginata a une grande marque grise sur le plastron, C. p. dorsalis a une ligne rouge sur la carapace et C. p. belli a un motif rouge sur le plastron.
La Tortue peinte se nourrit de végétation aquatique, d'algues et de petits animaux aquatiques comme des insectes, des crustacés et des poissons. La carapace de la Tortue peinte la protège de la plupart des prédateurs, à l'exception des alligators et des ratons laveurs. Les jeunes et les œufs sont en revanche des proies faciles pour les rongeurs, les chiens et les serpents. Comptant sur la température de son environnement pour conserver une bonne température interne, la Tortue peinte est essentiellement diurne, et passe des heures à se réchauffer au soleil sur des rochers. L'hiver, elle hiberne, souvent dans le fond envasé d'un point d'eau. Elle se reproduit au printemps et à l'automne. Entre la fin du printemps et le milieu de l'été, la femelle creuse un nid à terre pour y pondre ses œufs. Les petites tortues atteignent la maturité sexuelle entre l'âge de 2 et 9 ans pour les mâles et de 6 à 16 ans pour les femelles. Les adultes peuvent vivre jusqu'à plus de 55 ans à l'état sauvage.
Dans les contes traditionnels des peuples algonquiens, la Tortue peinte a souvent le rôle de l'escroc. Aujourd'hui c'est la seconde tortue la plus fréquemment adoptée comme animal de compagnie, bien que la capture d'animaux sauvages soit strictement réglementée. La réduction de son habitat et les pertes importantes par collision avec des véhicules ont amputé la population de Tortues peintes, mais sa capacité à vivre dans des milieux proches des activités humaines l'aide à rester la seconde tortue la plus abondante des États-Unis. Seules les populations d'Oregon et de Colombie-Britannique risquent de disparaître. Quatre États américains ont désigné la Tortue peinte comme leur reptile officiel.

## Description

### Aspect général et dimorphismes

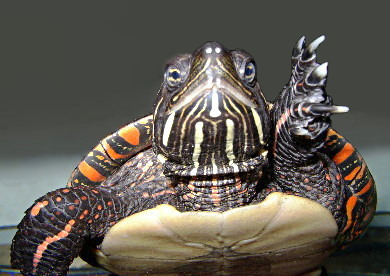
Une Tortue peinte vue de face.

La carapace de la Tortue peinte mesure entre 10 et 25 cm de long et a une forme ovale. Sa surface est lisse,,,. La couleur de la carapace varie du vert olive au noir, ce qui permet à l'animal de se confondre facilement dans son environnement. Le plastron est jaune, parfois rouge, pouvant avoir des marques noires en son centre. À l'image de la carapace, la peau de la Tortue peinte est vert olive à noire, mais avec des lignes rouges et jaunes sur le cou, les pattes et la queue,,. Comme d'autres tortues d'eau douce telles que la Tortue de Muhlenberg, les pattes de la Tortue peinte sont palmées, afin de faciliter la nage,,.
La tête de cette tortue est caractéristique. La figure ne comporte que des rayures jaunes, avec un gros point jaune et une traînée de la même couleur partant derrière chaque œil et se poursuivant postérieurement, et sur le menton deux grands traits qui se rencontrent à l'extrémité de la mâchoire,,,. La mâchoire supérieure de la tortue est en forme de V inversé (philtrum), avec de chaque côté une petite excroissance en forme de dent.
La petite tortue juste éclose à une tête, des yeux et une queue proportionnellement plus petits que ceux de l'adulte, et une carapace plus circulaire,. La femelle adulte est généralement plus longue que le mâle, mesurant entre 10 et 25 cm contre 7 à 15 cm,. Pour une même longueur la femelle a une carapace plus haute, c'est-à-dire que celle-ci est plus bombée. Le volume plus important de la femelle se justifie par la production de ses œufs. Le mâle a des griffes plus longues et une queue légèrement plus longue et plus fine, avec le cloaque situé plus loin sur la queue,,,.

### Sous-espèces
Bien que les sous-espèces puissent s'hybrider entre elles, ce qui est fréquent là où plusieurs d'entre elles cohabitent, elles présentent des caractéristiques bien distinctes quand on les observe au cœur de leur aire de répartition.
- La Tortue peinte de l'est (Chrysemys picta picta) est la sous-espèce type. Le mâle mesure entre 13 et 17 cm de long, tandis que la femelle mesure entre 14 et 17 cm. La carapace est vert olive à noire, et peut présenter une raie plus pâle en son milieu et des marques rouges à sa périphérie. Les segments de la carapace ont des bords plus pâles et forment des rangs, à la différence des autres tortues américaines, et des autres sous-espèces de Tortue peinte, qui ont des écailles alternes[19]. Le plastron est entièrement jaune, ou légèrement moucheté[20].
- La Tortue peinte du centre (Chrysemys picta marginata) mesure entre 10 et 25 cm de long[21]. Cette sous-espèce qui a une répartition centrale par rapport aux autres sous-espèces est la plus difficile à distinguer[19]. Son plastron a une marque noire symétrique caractéristique en son centre dont la taille peut varier[22].
- La Tortue peinte du sud (Chrysemys picta dorsalis), la plus petite des quatre sous-espèces, mesure entre 10 et 14 cm de long[23]. Sa carapace est traversée par une rayure rouge bien visible[19] et son plastron est mat et presque sans aucune marque[24].
- La Tortue peinte de l'ouest (Chrysemys picta bellii) est la plus grande des sous-espèces et atteint facilement 25 cm de long[25],[26]. Sa carapace présente un motif maillé de lignes fines[27] et aucune rayure centrale ne la traverse. Son plastron a une large marque colorée en son centre s'étendant vers les bords, avec souvent des motifs rouges[27].

| Tortue peinte de l'est Chrysemys picta picta                              | Tortue peinte du centre Chrysemys picta marginata                                                 | Tortue peinte du sud Chrysemys picta dorsalis                                                                            | Tortue peinte de l'ouest Chrysemys picta bellii                                                           |
| ------------------------------------------------------------------------- | ------------------------------------------------------------------------------------------------- | --- | --- |
| Vue complète de C. p. picta.                                              | C. p. marginata sur un rocher, la tête regardant à gauche et légèrement rentrée sous sa carapace. | C. p. dorsalis vue du dessus, la rayure centrale bien visible.                                                           | C. p. bellii dans l'herbe, le cou étendu.                                                                 |
| Une main tenant la tortue sur le dos, exposant son plastron jaune orange. | Une tortue retournée sur un rocher, le plastron est mat avec une marque noire en son centre       | C. p. dorsalis retournée sur le dos présentant son plastron jaune mat sans taches. La tortue est posée sur un fond blanc | C. p. bellii retournée dans l'herbe : le plastron présente un motif rouge vif marqué de noir et de blanc. |

### Espèces ressemblantes
La Tortue peinte peut être confondue avec Trachemys scripta. Celle-ci présente une dossière brun-vert et un plastron jaune orangé, marqué de taches verdâtres. Mais la principale différence est une tache ou bande jaune (Trachemys scripta scripta et Trachemys scripta troostii) ou rouge orangé (Trachemys scripta elegans) située derrière l'œil. Cette marque disparaît toutefois avec l'âge et n'est plus visible chez les très vieux spécimens.
| Trachemys scripta scripta                  | Trachemys scripta troostii                  | Trachemys scripta elegans                  |
| ------------------------------------------ | ------------------------------------------- | ------------------------------------------ |
| Vue complète de Trachemys scripta scripta. | Vue complète de Trachemys scripta troostii. | Vue complète de Trachemys scripta elegans. |

## Écologie et comportement

### Alimentation

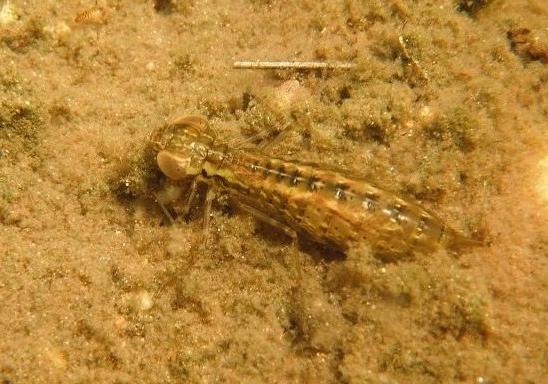
Les larves de libellules sont des proies privilégiées pour la Tortue peinte.

La Tortue peinte chasse le long des points d'eau, se nourrissant principalement de poissons et d'insectes. Elle remue rapidement sa tête dans la végétation pour en faire sortir les éventuelles proies qu'elle poursuit dans l'eau. Elle tient les proies les plus grosses dans sa bouche et les déchire avec ses pattes antérieures. Elle consomme également des plantes et écume la surface de l'eau la bouche ouverte pour attraper de petites particules de nourriture.
Bien que toutes les sous-espèces de la Tortue peinte soient omnivores, leurs préférences varient,. La Tortue peinte de l'est a l'alimentation la moins bien étudiée. Elle préfère se nourrir dans l'eau, mais a également été vue s'alimentant sur la terre ferme. Elle se nourrit principalement de poissons morts ou blessés. La Tortue peinte du centre mange essentiellement des insectes aquatiques et des plantes. La Tortue peinte du sud a un régime alimentaire qui varie avec l'âge. Les jeunes sont à 13 % végétariens, quand les adultes ont un régime composé à 88 % de plantes. Cela pourrait signifier que la tortue préfère la viande, mais qu'elle ne peut s'approvisionner à hauteur de ses besoins que lorsqu'elle est jeune en mangeant des petites larves. Le changement de régime alimentaire est également observé chez Graptemys pseudogeographica, qui partage la même aire de répartition que cette sous-espèce de Tortue peinte. Les plantes les plus couramment consommées par les tortues sont les Lemnaceae et les algues, et les proies attrapées sont principalement des larves de libellules et des écrevisses. La Tortue peinte de l'ouest adapte son alimentation à la saison. Au début de l'été, 60 % de son régime est constitué d'insectes. À la fin de l'été, elle consomme 55 % de plantes. Par ailleurs, elle consomme souvent des graines de Nymphaea odorata. Ces graines, protégés par une épaisse coquille, sortent indemnes du tractus digestif de l'animal, qui participe ainsi à leur dispersion.

### Prédateurs

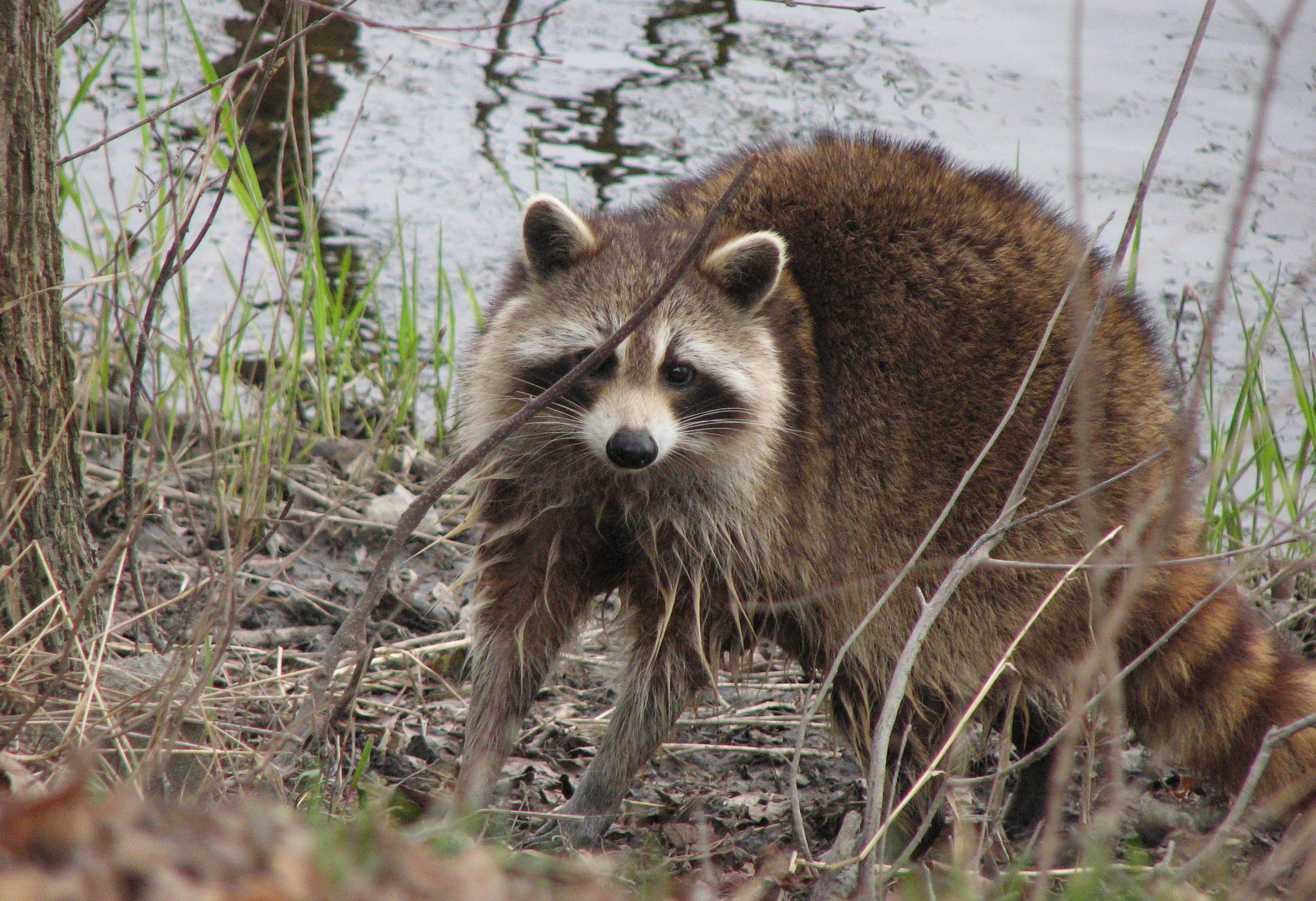
Les ratons laveurs sont des prédateurs de la Tortue peinte.

Les Tortues peintes craignent surtout les prédateurs lorsqu'elles sont jeunes. Leurs nids sont fréquemment détruits par des animaux se nourrissant des œufs comme la couleuvre des Plaines (Thamnophis radix), les corbeaux, les tamias, le spermophile rayé, l'écureuil gris, la mouffette, la marmotte commune, le raton laveur, le blaireau, les renards roux et gris et même l'homme. Les petites tortues juste écloses sont ensuite des proies faciles pour les nèpes, les achigans, les poissons-chats, la grenouille-taureau, les Chelydridae, certains serpents (des genres Agkistrodon, Coluber ou Nerodia), les hérons, les rats du riz, les fouines, les rats musqués, les visons. Une fois adultes, les tortues sont protégées de la plupart de leurs prédateurs potentiels par leur carapace, mais elles peuvent encore être mangées par les alligators, le Balbuzard pêcheur, les corbeaux, la Buse à épaulettes, le Pygargue à tête blanche et surtout les ratons laveurs.
Les Tortues peintes se défendent en fonçant sur leur ennemi, grattant, mordant ou urinant. À la différence des tortues terrestres, elles peuvent se retourner si elles sont mises sur le dos.

### Habitude de vie

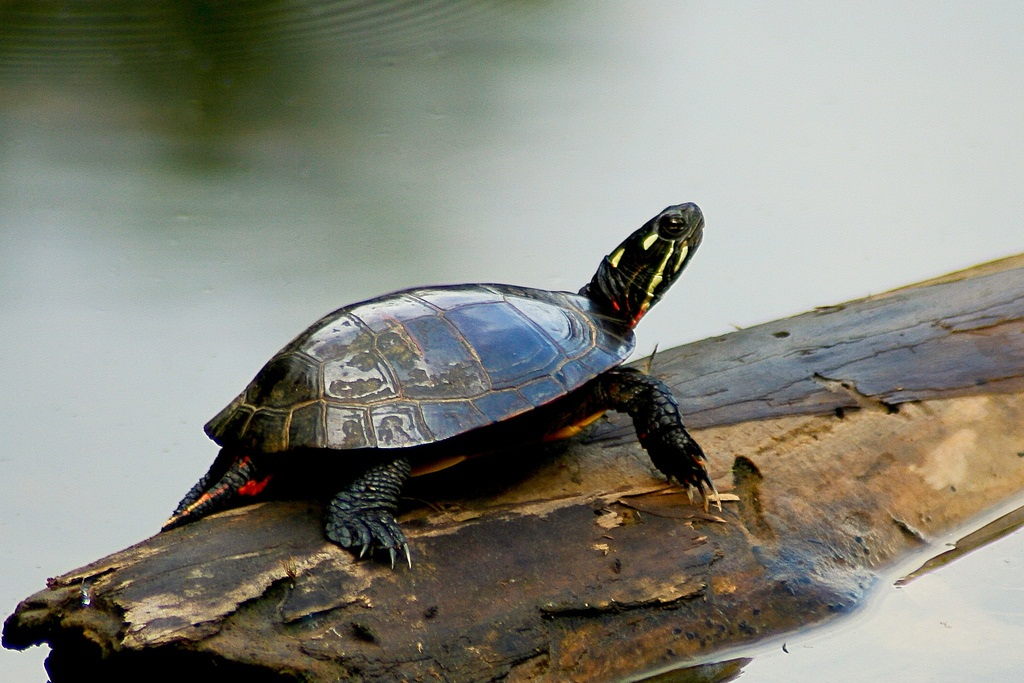
Une Tortue peinte se réchauffant au soleil.

La Tortue peinte est un reptile poïkilotherme, et sa température dépend beaucoup de celle de son environnement. Pour la réguler, elle doit notamment passer de longues heures au soleil pour se réchauffer. Parfois plus de 50 individus de différentes espèces se regroupent dans un même lieu pour profiter du Soleil. Les tortues s'installent sur divers objets pour se réchauffer, souvent des bûches.
La Tortue peinte est un animal diurne qui sort de l'eau à l'aube pour se réchauffer au soleil durant plusieurs heures. Une fois que sa température est suffisamment remontée, elle peut réellement entrer en activité, et part se nourrir dans un point d'eau proche. Lorsque sa température est redescendue, la tortue repart pour un à deux nouveaux cycles de pause au soleil et de recherche de nourriture. La nuit, la tortue va dormir au fond de l'eau.
Pour être active, la tortue doit maintenir sa température entre 17 et 23 °C. Lorsqu'elle doit lutter contre une infection, elle s'arrange pour que sa température soit environ 5 °C au-dessus de la normale.

### Cycle saisonnier et hibernation

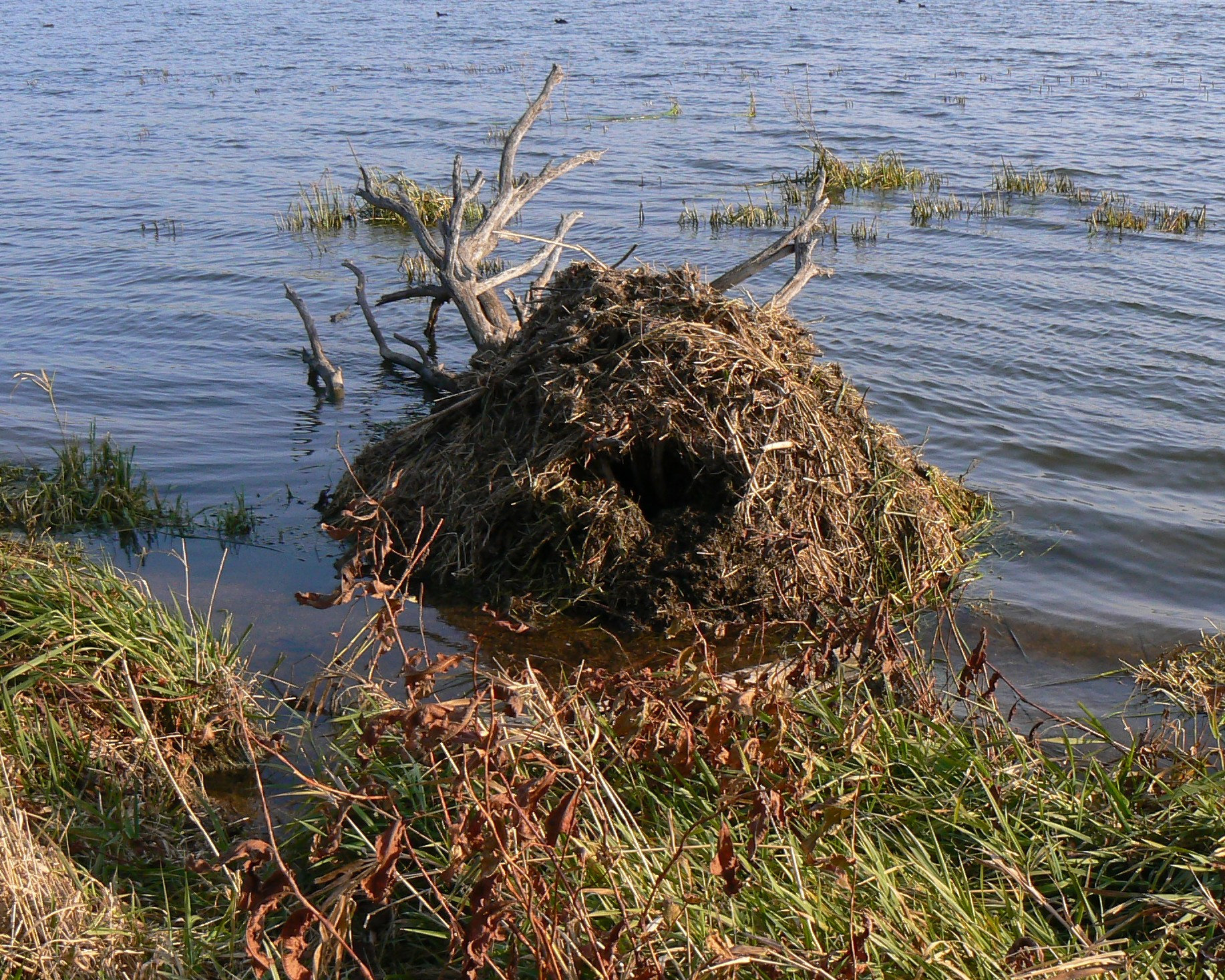
Les terriers de rats musqués peuvent servir d'abri pour les Tortues peintes en hibernation.

Au printemps, quand la température de l'eau atteint 15 à 18 °C, la tortue commence à rechercher activement de la nourriture. Toutefois, si la température de l'eau dépasse 30 °C elle cesse de s'alimenter. À l'automne, les tortues arrêtent de s'alimenter lorsque les températures repassent en dessous du seuil de 15 à 18 °C.
Pendant l'hiver, la tortue hiberne. Dans le nord, cette période d'inactivité peut s'étaler d'octobre à mars, tandis qu'elle est quasi inexistante chez les populations situées les plus au sud. Durant leur hibernation, la température corporelle de ces animaux est de 6 °C en moyenne. Dès que les températures remontent, les tortues peuvent sortir momentanément de leur léthargie, et il n'est pas rare de voir des tortues se réchauffant au soleil en février, même au nord de l'aire de répartition de l'espèce.
La Tortue peinte hiberne en s'enterrant, soit au fond de l'eau, sur la rive, dans le terrier d'un rat musqué ou dans les bois ou les prés. Quand elle hiberne sous l'eau, elle choisit généralement des eaux peu profondes, ne descendant pas en dessous de 2 m de profondeur. Dans la boue, elle peut creuser jusqu'à 1 m pour s'abriter. Dans cet état, la tortue ne peut pas respirer, et s'approvisionne en oxygène à travers sa peau. On a très bien étudié la capacité à survivre à de longues périodes sans oxygène chez cette espèce. La composition de son sang, son cerveau, son cœur et sa carapace lui permet de survivre à des concentrations extrêmes en acide lactique qu'elle produit lorsqu'elle ne respire pas.

### Reproduction

#### Accouplement
La Tortue peinte s'accouple au printemps et à l'automne dans des eaux entre 10 et 25 °C. La spermatogenèse débute chez les mâles au début du printemps, quand ils peuvent atteindre une température interne de 17 °C,. Les femelles commencent leur cycle de reproduction au milieu de l'été et l'ovulation a lieu au printemps suivant.
La parade nuptiale débute lorsqu'un mâle poursuit une femelle jusqu'à ce qu'ils se retrouvent face à face. Le mâle donne alors des coups sur la tête et le cou de la femelle, puis celle-ci fait de même si elle est réceptive. Le couple répète ce rituel plusieurs fois, le mâle prenant parfois du recul et retournant vers la femelle jusqu'à ce que celle-ci nage sur le dos, signalant ainsi le début de la copulation,. Le mâle étant plus petit que la femelle, il n'est pas dominant. La femelle stocke le sperme du mâle dans son oviducte et peut l'utiliser pour jusqu'à trois pontes. Le sperme peut rester viable pendant trois ans. Pour une même ponte le sperme de différents mâles peut fertiliser les œufs.

#### Ponte

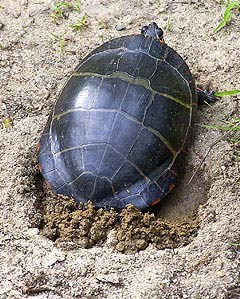
Une femelle creusant un nid.

Ce sont les femelles qui creusent le nid entre fin mai et mi-juillet. Le nid est creusé dans un sol sableux et a la forme d'un vase. Il est généralement exposé au sud. Les nids sont généralement situés à moins de 200 m d'un point d'eau, bien que dans certains cas cette distance puisse atteindre 600 m, les femelles les plus âgées ayant tendance à nicher plus loin à l'intérieur des terres. La taille des nids varie suivant celle des femelles et le lieu, mais ils font généralement 5 à 11 cm de profondeur. Les femelles peuvent retourner pondre au même endroit plusieurs années de suite, mais si plusieurs femelles font leur nid à proximité les unes des autres, les œufs sont plus vulnérables aux prédateurs.
Les Tortues peintes pondent leurs œufs la nuit. La température corporelle optimale pour que les femelles creusent leur nid est de 29 à 30 °C. Si le climat n'est pas favorable, par exemple si les nuits sont trop chaudes dans le sud-est, elles reportent la ponte à plus tard ; en période de canicule les Tortues peintes de Virginie peuvent par exemple attendre trois semaines pour pondre.
Quand elle se prépare à creuser son nid, la femelle présente parfois un comportement préliminaire mystérieux. Elle presse sa gorge contre le sol à différents endroits de ponte potentiels, peut-être pour ressentir l'humidité, la chaleur, la texture ou l'odeur, mais leur véritable motivation reste inconnue. Elle peut ensuite creuser plusieurs faux-nids dans lesquels elle ne pond pas, comme le fait la Tortue des bois.
La femelle se sert de ses pattes postérieures pour creuser son nid. Elle peut alors accumuler tellement de sable et de boue sur ses pattes que sa mobilité en est réduite et qu'elle devient vulnérable aux prédateurs. Pour faciliter son travail, elle lubrifie la zone creusée avec l'eau contenue dans sa vessie. Une fois le nid creusé, la femelle dépose ses œufs au fond de ce trou. Les œufs fraîchement pondus sont blancs, de forme elliptique, poreux et souples. Du début à la fin, le travail de la femelle peut prendre quatre heures. Parfois elle passe le restant de la nuit à côté de son nid, avant de retourner à l'eau.
Les femelles peuvent pondre jusqu'à cinq fois par an, mais en général on compte deux pontes dans l'année, avec 30 à 50 % des femelles qui ne pondent pas du tout une année donnée. Dans certaines populations septentrionales, aucune femelle ne pond plusieurs fois par an. Les femelles les plus grosses pondent généralement des œufs plus gros et en plus grand nombre. Le nombre d'œufs varie suivant la sous-espèce, bien que cela soit peut-être révélateur des différences environnementales de leurs milieux respectifs plutôt que d'éventuelles différences génétiques. Les deux espèces les plus septentrionales, celles de l'ouest et du centre, sont plus grosses et ont plus d'œufs par ponte, avec respectivement 11,9 et 7,6 œufs en moyenne, que les sous-espèces du sud (4,2 œufs par ponte) et de l'est (4,9 œufs par ponte). Au sein des sous-espèces, on s'aperçoit également que ce sont les individus qui vivent le plus au nord qui pondent le plus d'œufs.

#### Croissance
L'incubation des œufs dure 72 à 80 jours dans la nature comme en conditions artificielles. En août et septembre, les jeunes tortues sortent de leur œuf après avoir cassé leur coquille à l'aide du diamant placé sur leur mâchoire. À leur éclosion certaines tortues restent au nid. Ainsi, on a observé qu'au nord d'une ligne allant du Nebraska au Nord de l'Illinois en passant par le New Jersey, les jeunes tortues se plaçaient en quinconce dans le nid pour y rester durant l'hiver et en sortir au printemps suivant.

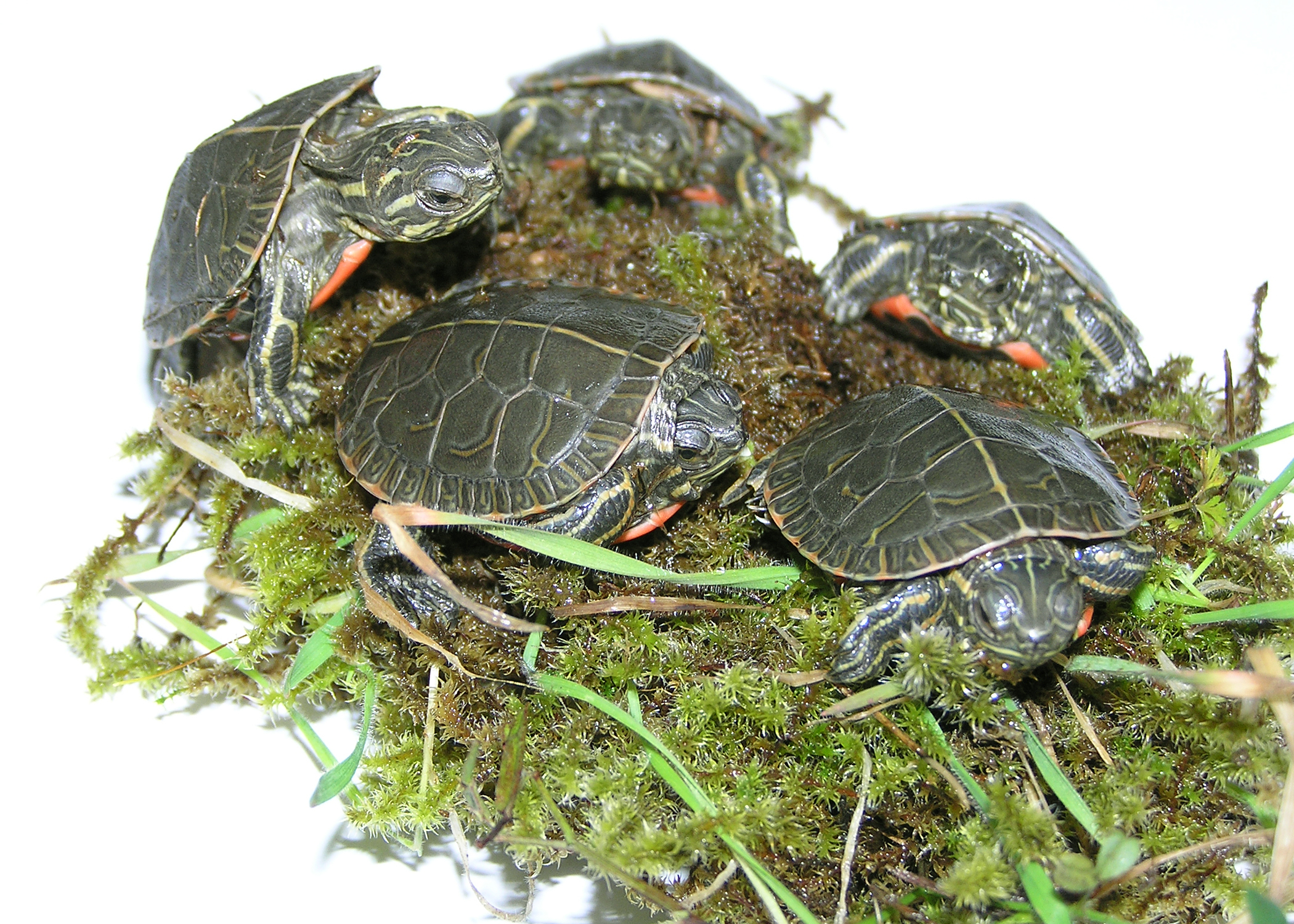
Tortues peintes juste écloses.

La capacité des jeunes tortues à survivre à l'hiver en restant au nid a permis à la Tortue peinte à coloniser des territoires situés plus au nord que les autres tortues américaines. La Tortue peinte est par ailleurs capable de survivre à des périodes de gel prolongées grâce à son sang qui peut rester en état de surfusion et sa peau qui résiste à la pénétration de cristaux de glace du sol environnant. Les gelées les plus sévères entraînent tout de même la mort de nombreux petits.
Immédiatement après l'éclosion, les tortues dépendent encore du vitellus de l'œuf pour survivre. Une dizaine de jours après être sorties de l'œuf (ou le printemps suivant si la sortie du nid est différée), les jeunes tortues commencent à se nourrir par elles-mêmes. Les jeunes tortues grossissent très rapidement les premiers temps, et peuvent doubler leur taille la première année. La croissance se ralentit très fortement à partir de la maturité sexuelle et peut même s'arrêter complètement. La vitesse de croissance dépend fortement de l'habitat et de la disponibilité en nourriture, et l'on observe parfois de grandes différences d'une population à l'autre dans une même zone. La sous-espèce de l'ouest grossit un peu plus rapidement que les autres.
Les femelles grossissent plus vite que les mâles, et atteignent leur maturité sexuelle à une taille supérieure. Dans la plupart des populations, les mâles atteignent la maturité sexuelle entre 2 et 4 ans, et les femelles entre 6 et 10 ans. La taille et l'âge à la maturité augmentent avec la latitude. À l'extrémité nord de leur aire de répartition, les mâles atteignent la maturité sexuelle entre 7 et 9 ans et les femelles entre 11 et 16 ans.

## Distribution et habitat

### Répartition géographique
La Tortue peinte est la tortue qui à l'aire de répartition la plus étendue des États-Unis, et c'est la seule que l'on retrouve de la côte Atlantique à la côte Pacifique. Elle est indigène dans huit des 10 provinces canadiennes, 44 des 50 États des États-Unis et l'un des 30 États du Mexique. Sur la côte Est, on la trouve des Provinces maritimes à l'État américain de Géorgie. Sur la côte Ouest, elle est présente en Colombie-Britannique, dans l'État de Washington, dans l'Oregon et au sud-est de l'île de Vancouver. Son aire de répartition inclut une bonne partie du sud du Canada, ce qui en fait la tortue la plus septentrionale d'Amérique. Le Committee on the Status of Endangered Wildlife in Canada (COSEWIC) a reporté la présence de C. p. bellii en Colombie-Britannique,. Les populations du Sud-Ouest de la Colombie-Britannique sont considérées comme menacées, principalement à cause de la disparition de leur habitat, et sont surveillées dans le reste de la province,. Au sud, son aire de répartition s'étale jusqu'au golfe du Mexique en Louisiane et en Alabama. Au sud-ouest des États-Unis on ne trouve que quelques populations dispersées. On la trouve dans une rivière du Nord du Mexique. Elle est absente dans le sud-ouest de la Virginie et des États adjacents, ainsi que de la partie centre-nord de l'Alabama,,.
| Aire de répartition de la Tortue peinte (C. picta) En gris foncé les frontières nationales En blanc les frontières d'États et de provinces En bleu foncé les rivières mentionnées dans l'article | - Est (C. p. picta) - Centre (C. p. marginata) - Sud (C. p. dorsalis) - Ouest (C. p. bellii) | Grandes zones d'intergradation - Mélange entre les sous-espèces de l'est et du centre - Mélange entre les sous-espèces de l'est et du sud - Mélange entre les sous-espèces du centre et de l'ouest |

Les limites entre les aires de répartition des différentes sous-espèces ne sont pas très précises, car elles s'hybrident localement. Plusieurs études ont été menées dans ces zones limites entre deux sous-espèces et ont montré la présence de tortues hybrides, aux caractéristiques intermédiaires. En dépit de ces quelques imprécisions, on peut tout de même attribuer une aire à chacune des sous-espèces.

#### Tortue peinte de l'est
L'aire de répartition de la Tortue peinte de l'est s'étale du sud-est du Canada à la Géorgie, avec une limite ouest formée par les Appalaches. À l'extrême nord de son aire de répartition, la tortue se cantonne aux zones les plus chaudes à proximité de la côte Atlantique. Elle est rare dans le New Hampshire et dans le Maine on ne la trouve que dans une bande de 80 km de large le long de la côte,,. Au Canada, on la trouve au Nouveau-Brunswick et en Nouvelle-Écosse mais pas au Québec ou sur l'île-du-Prince-Édouard. Au sud on ne la rencontre pas dans les zones côtières de Caroline du Nord, Caroline du Sud, et de Géorgie. Elle est également absente de tout le Sud de la Géorgie et n'est pas observée en Floride,,,,.
L'aire de répartition de la sous-espèce de l'est s'étend légèrement dans le centre-est de l'Alabama, où elle s'hybride avec la sous-espèce du sud. Au nord-est, elle s'hybride fréquemment avec la sous-espèce du centre, et certains auteurs qualifient ces tortues d'hybrid swarm,,. Dans le sud-est, la limite entre les aires des sous-espèces de l'est et du centre est plus nette puisqu'elle est délimitée par une chaîne de montagne séparant deux bassins versants,.

#### Tortue peinte du centre
La Tortue peinte du centre vit du Sud de l'Ontario au Québec, à travers les États du centre-est des États-Unis au Kentucky, Tennessee et le Nord-Ouest de l'Alabama, qui se mêle ici avec la Tortue peinte du sud. On la trouve également jusque dans la Virginie occidentale, l'Ouest du Maryland et de la Pennsylvanie. La Tortue peinte du centre semble étaler son aire de répartition vers l'est, notamment en Pennsylvanie. Dans le nord-est on la trouve à l'ouest de New York et dans le Vermont où elle se mêle à la sous-espèce de l'est,.

#### Tortue peinte du sud
L'aire de répartition de la Tortue peinte du sud s'étend au nord jusque dans le sud de l'Illinois et du Missouri, principalement le long de la vallée du Mississippi. On la trouve en Arkansas ainsi que dans l'extrême nord-est du Texas, dans la région du lac Caddo et dans l'extrême sud-est de l'Oklahoma (comté de McCurtain). Elle est également présente dans la majeure partie de la Louisiane, jusque dans le golfe du Mexique. À l'est, elle est présente dans l'ouest du Tennessee, le nord du Mississippi et la majeure partie de l'Alabama, dont la ville côtière de Mobile,,. Une population isolée du centre du Texas a été observée mais ne semble pas indigène.

#### Tortue peinte de l'ouest

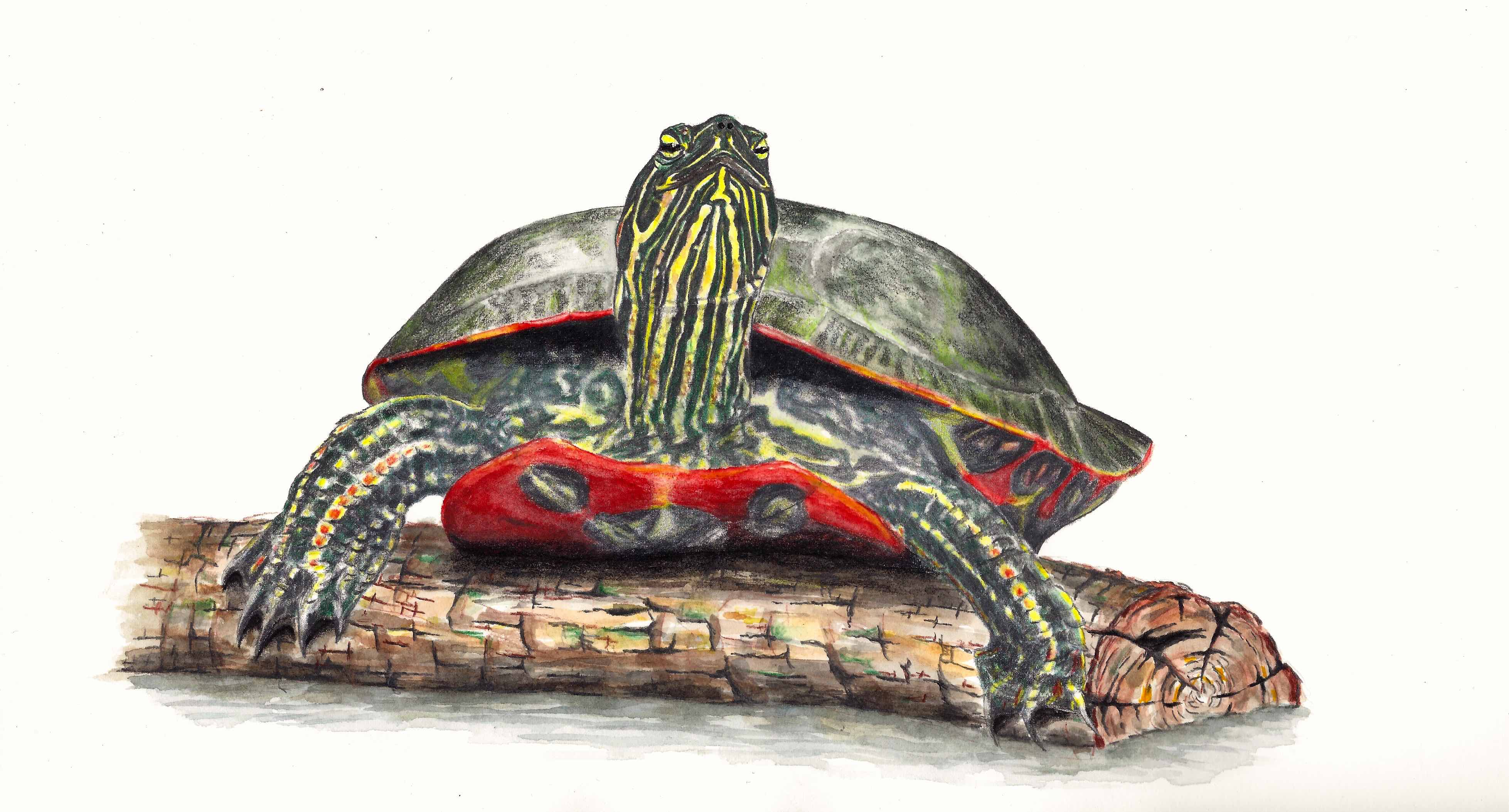
Western painted turtle (Aquarelle par Gordon)

La Tortue peinte de l'ouest est présente au nord jusque dans le sud des provinces canadiennes de l'Ontario, du Manitoba, de la Saskatchewan, de l'Alberta et de la Colombie-Britannique. En Ontario, la sous-espèce occidentale peut être observée au Nord du Minnesota et directement au nord du lac Supérieur, mais il y a une zone de 130 km à l'est de ce lac, au climat hivernal rude, où aucune sous-espèce n'est représentée. Ainsi, il n'y a pas d'hybridation entre la sous-espèce de l'ouest qui occupe l'Ouest de l'Ontario et celle du centre qui vit dans le sud-est de cet État. En Manitoba, les Tortues peintes sont très nombreuses jusqu'au lac Manitoba et au lac Winnipeg au nord. La tortue est également courante dans le sud de la Saskatchewan, mais en Alberta on ne compte que cent individus, principalement le long de la frontière avec les États-Unis. En Colombie-Britannique, on trouve des Tortues peintes à proximité des vallées de Kootenay, Columbia, Okanagen et Thompson. Sur la côte de cette province, elles sont présentes près de l'embouchure du Fraser et un peu plus au nord aux alentours de l'île de Vancouver. Son habitat n'est pas continu dans cette province, la tortue l'ayant vraisemblablement colonisée en provenance des États-Unis. Les hautes montagnes représentent des barrières à son avancée vers l'est ou l'ouest. Des animaux ont été observés plus au nord dans l'Alberta et la Colombie-Britannique, mais il s'agit certainement d'individus relâchés dans la nature,,,,.
Aux États-Unis, la sous-espèce de l'ouest se mêle sur une vaste zone à celle du centre, comprenant la majeure partie de l'Illinois et une partie du Wisconsin aux abords du lac Michigan et de la péninsule supérieure du Michigan. Plus à l'ouest, c'est la seule sous-espèce représentée dans le reste de l'Illinois, le Wisconsin, ainsi que dans l'intégralité du Minnesota, de l'Iowa et du Missouri, à l'exception d'une petite bande dans le sud de l'État. On la trouve dans tout le Dakota du Nord à l'exception d'une petite zone à l'ouest, et dans tout le Nebraska, ainsi que dans tout le Kansas, la frontière de cet État avec l'Oklahoma formant la limite de son aire de répartition, bien qu'elle soit occasionnellement observée dans trois comtés du Nord de cet État,,,.
Au nord-ouest, son aire de répartition comprend presque tout le Montana. Seule une petite bande de cet État, vers la frontière avec l'Idaho, ne compte pas cette tortue. Elle est rare dans le Wyoming, seulement visible dans les zones plus élevées de l'Est et du Nord de l'État. Dans l'Idaho, les tortues ne sont présentes que dans la moitié nord de l'Idaho Panhandle. Dans l'État de Washington, les tortues sont communes dans les vallées de faible altitude,. Dans l'Oregon, la tortue est indigène dans la partie nord de l'État dans la vallée du fleuve Columbia et dans celle de la Willamette au nord de Salem,,.
Au sud-ouest, l'aire de répartition de la Tortue peinte est fragmentée. Au Colorado, elle est présente dans les plaines de l'Est de l'État mais absente dans la plupart des montagnes de l'Ouest. Toutefois, on a confirmé la présence de cette tortue dans certaines parties des comtés d'Archuleta et de La Plata, une population s'étant même établie au Nord du Nouveau-Mexique dans le bassin de la San Juan (rivière). Des observations non confirmées ont également été reportées à l'extrême ouest de cet État, dans le comté de Mesa. Au Nouveau-Mexique, les animaux sont groupés le long du Rio Grande et du Pecos, deux cours d'eau s'écoulant du nord au sud à travers cet État. Au sein des rivières mentionnées, on la trouve également dans la partie nord du Trans-Pecos. En Utah, la Tortue peinte vit dans une aire au sud, dans le comté de Kane, dans des ruisseaux se jetant dans le Colorado, bien que l'on ne soit pas sûr qu'elle en soit indigène,,. En Arizona, la Tortue peinte est indigène d'une zone à l'est, le lac Lyman,. La Tortue peinte n'est pas présente dans le Nevada ou la Californie,.
Au Mexique, les Tortues peintes sont présentes un peu moins de 100 km au sud du Nouveau-Mexique près de Galeana dans l'État de Chihuahua. Deux expéditions, ont reporté cette tortue dans le rio Santa Maria qui forme un exemple d'endoréisme,.

#### Aire d'introduction
Parfois, les Tortues peintes détenues comme animal de compagnie sont relâchées en dehors de leur aire de répartition d'origine. En Californie, elle est considérée comme une espèce invasive qui menace la Tortue de l'ouest, native de la région, également menacée plus dangereusement par la Tortue de Floride. Elle a également été introduite dans les eaux aux alentours de Phoenix en Arizona, et de Miami en Floride, mais également en Allemagne, en Indonésie, aux Philippines ainsi qu'en Espagne.

### Habitat

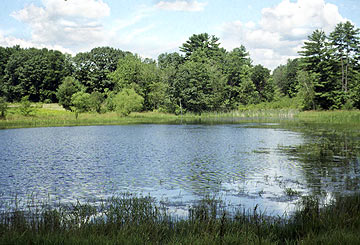
Une mare ouverte, habitat des Tortues peintes.

Pour vivre dans de bonnes conditions, la Tortue peinte a besoin d'eau douce, d'une végétation aquatique abondante et de zones appropriées pour pouvoir se réchauffer au soleil. Elle se plait dans les eaux peu profondes sans courant, comme les criques, les marais, les étangs et les rives des lacs.
Les différentes sous-espèces ont parfois un milieu de vie privilégié. La Tortue peinte de l'est affectionne particulièrement l'eau, quittant le point d'eau dans lequel elle vit uniquement si elle est forcée à migrer à cause de la sécheresse. Le long de l'Atlantique, elle vit dans les eaux saumâtres. Les Tortues peintes du centre et du sud recherchent les eaux calmes, généralement les rives et les criques. Elles vivent dans des eaux peu profondes à la végétation dense et supportent assez bien la pollution,. La Tortue peinte de l'ouest enfin, vit dans les fleuves et les lacs, comme les autres sous-espèces, mais peut également s'installer dans les étangs et les points d'eau sur le bord des routes. On la trouve à une altitude pouvant aller jusqu'à 1 800 m.

### Populations
Dans la plus grande partie de son aire de répartition, c'est la tortue la plus abondante. On compte entre 10 et 840 tortues par hectare d'eau douce. La densité est d'autant plus importante que le climat est doux et que l'habitat corresponde à celui qu'affectionnent les tortues. Ainsi, dans les rivières et les lacs la densité est faible car les tortues ne vivent que sur les rives. Par ailleurs les tortues des lacs et des rivières doivent faire plus de chemin pour explorer la même surface de terrain quand elles cherchent leur nourriture.

Code utilisé pour marquer les carapaces.

La population est assez âgée, avec plus d'animaux adultes que de jeunes, mais les ratios sont difficiles à établir car les jeunes sont difficiles à attraper, et avec la méthode couramment employée pour échantillonner la population, on observe de grandes variations dans les pyramides des âges suivant les estimations. La mortalité des Tortues peintes diminue avec l'âge. La probabilité qu'une Tortue peinte atteigne sa première année est de seulement 19 %. Chez les femelles, le taux de survie est de 45 % pour les jeunes et 95 % pour les adultes. Chez les mâles, ces taux sont légèrement plus faibles, mais suivent la même évolution avec l'âge. Les catastrophes naturelles peuvent bouleverser la pyramide des âges. Ainsi, un ouragan peut détruire plusieurs nids dans une région, d'où un nombre d'éclosions nettement moins important l'année suivante. La pyramide des âges peut également être perturbée par les migrations d'adultes si les conditions sont difficiles (sécheresse).
Pour évaluer l'âge de la population des tortues, les scientifiques ont besoin de méthodes fiables. On peut facilement déterminer l'âge des tortues de moins de 4 ans (jusqu'à douze ans dans certaines populations) en s'appuyant sur les anneaux de croissance de leurs carapaces. Pour les spécimens les plus âgés, certaines méthodes ont été développées pour estimer l'âge à partir de la taille et la forme de leur carapace ou de leurs membres grâce à des modèles mathématiques, mais cette méthode reste largement imprécise,. La méthode la plus fiable pour étudier les tortues les plus âgées consiste à marquer leur carapace par une encoche, les relâcher et les capturer de nouveau plus tard,,. L'étude en place depuis le plus longtemps, dans le Michigan, a montré que ces tortues pouvaient vivre plus de 55 ans,.
Les populations de Tortues peintes adultes ont un sexe-ratio de 50/50 en moyenne. Cette moyenne cache une grande diversité d'une population à l'autre, certaines étant légèrement excédentaires en mâles, mais d'autres pouvant être très largement excédentaires en femelles. Ainsi, une population de l'Ontario compte quatre femelles pour un seul mâle. Le sexe-ratio des jeunes juste éclos dépend de la température lors de la période d'incubation des œufs. Au cours du second tiers de l'incubation, des températures de 23 à 27 °C vont engendrer des mâles, et des températures supérieures ou inférieures à ce créneau favoriseront le sexe femelle. Les femelles ne semblent pas choisir l'emplacement de leur nid pour influencer le sexe des petits, et dans une population les emplacements des nids sont suffisamment variés pour que l'on trouve suffisamment de mâles et de femelles.

## Taxonomie et évolution

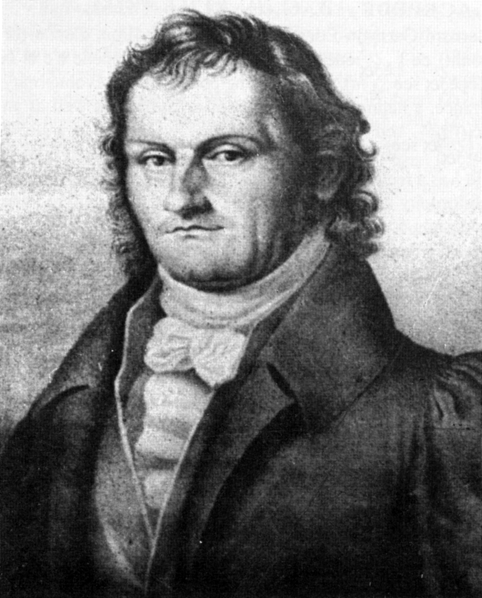
Le naturaliste allemand Johann Gottlob Schneider a le premier décrit la Tortue peinte.

La Tortue peinte (C. picta) est l'unique espèce du genre Chrysemys. Ce genre appartient à la famille des Emydidae, qui regroupe des tortues d'eau douce. Les Emydidae sont divisés en deux sous-familles ; Chrysemys appartient à celle des Deirochelyinae. Les quatre sous-espèces reconnues sont celle de l'est (C. p. picta), du centre (C. p. marginata), du sud (C. p. dorsalis), et de l'ouest (C. p. bellii).
La Tortue peinte doit son nom générique, Chrysemys, au grec χρυσός, khrysόs, « or », et ἐμύς, emýs, désignant les « tortues d'eau douce ». Son nom spécifique, picta vient du latin pictus pour « coloré ». Pour ce qui est des noms des sous-espèces, marginata vient du latin et signifie « bord », se référant aux marques rouges qu'elle présente sur les bords extérieurs de la carapace, dorsalis signifie « dos » en latin, en référence à la rayure proéminente que l'on trouve sur son dos, et bellii rend hommage au zoologiste Thomas Bell, un collaborateur de Charles Darwin. Sur la côte Est des États-Unis, on appelle couramment la Tortue peinte « skilpot », mot dérivé du terme hollandais schildpad signifiant tortue.

### Classification
Décrite pour la première fois en 1783 par Johann Gottlob Schneider sous le nom de Testudo picta,, la Tortue peinte a été nommée Chrysemys picta par John Edward Gray en 1844. La sous-espèce type C. p. picta est attribuée à Schneider en 1783, C. p. bellii est décrite par Gray en 1831, et C. p. marginata et C. p. dorsalis par Louis Agassiz en 1857,.
Jusque dans les années 1930, les biologistes ont considéré certaines sous-espèces de la Tortue peinte comme des espèces à part entière. Ainsi, les Tortues peintes de la région en bordure des aires de répartition étaient couramment désignées comme une espèce à part entière sous la dénomination de C. treleasei. En 1931, Bishop et Schmidt ont défini la classification actuelle avec une espèce comprenant quatre sous-espèces. En s'appuyant sur des mesures prises sur des tortues dans l'intégralité de l'aire de répartition de l'espèce, ils ont subordonné les quatre types rencontrés au rang de sous-espèce et éliminé treleasei.
Au moins depuis 1958, on considère que les sous-espèces ont évolué du fait de leur isolement géographique au cours de la dernière glaciation il y a de cela entre 100 000 et 11 000 ans,,. À ce moment les Tortues peintes étaient divisées en trois populations distinctes, les Tortues peintes de l'est vivaient le long de la côte atlantique, les Tortues peintes du sud se rencontraient au sud du Mississippi et les Tortues peintes de l'ouest peuplaient le sud-ouest du pays. Les populations n'ont pas été isolées suffisamment longtemps pour que l'on voie apparaître de nouvelles espèces à part entière. Quand les glaciers se retirèrent il y a environ 11 000 ans, ces trois sous-espèces se dirigèrent vers le nord. Les sous-espèces du sud et de l'ouest se rencontrèrent aux alentours du Missouri et de leur hybridation apparut C. p. marginata, qui s'installa ensuite un peu plus à l'est et au nord dans les bassins de l'Ohio et du Tennessee,.
Les biologistes ont longtemps débattu du statut des autres genres proches qui partagent la sous-famille de Chrysemys, comme Pseudemys, et Trachemys. Après 1952, certains regroupent Pseudemys et Chrysemys du fait de leur forte ressemblance morphologique. En 1964, en se fondant sur des mesures du crâne et du pied de ces tortues, Samuel Booker McDowell propose de regrouper les trois genres en un seul. Toutefois, des études plus poussées en 1967 contredisent ce classement. Cette même année, J. Alan Holman, paléontologue et herpétologiste, démontre que bien que ces trois genres de tortues partagent souvent le même habitat et ont un mode de reproduction identique, ils ne s'hybrident pas. Dans les années 1980, des études sur la structure cellulaire et les parasites ont confirmé la séparation de Chrysemys, Pseudemys et Trachemys en trois genres différents.

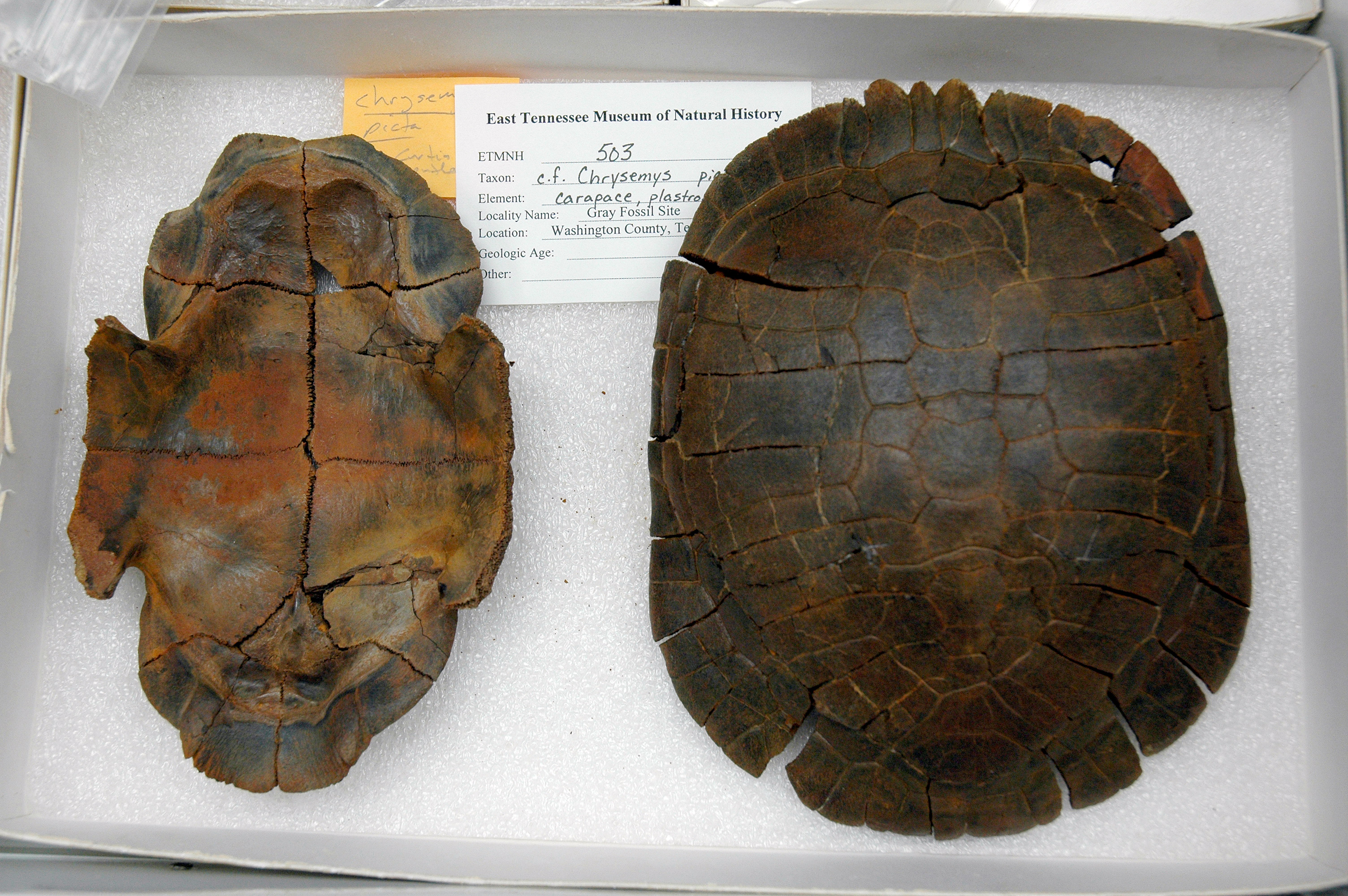
Fossiles de carapaces datant d'il y a environ 5 millions d'années, trouvés dans une doline du Tennessee.

David E. Starkey et al. avancent en 2003 une nouvelle théorie sur la divergence des sous-espèces. En s'appuyant, sur des études de l'ADN mitochondrial de ces animaux, ils rejettent la théorie du développement des sous-espèces durant la dernière glaciation et estiment que la Tortue peinte du sud devrait être élevée au rang d'espèce à part entière, tandis que les autres sous-espèces ne doivent pas être différenciées. Cette théorie reste toutefois très mal connue car les croisements réussis entre toutes ces sous-espèces ont été observés partout où leurs aires de répartition se chevauchent,. Néanmoins, en 2010, l'UICN reconnaît à la fois C. dorsalis et C. p. dorsalis comme des noms valables pour désigner la Tortue peinte du sud.

### Chromosomes
Le caryotype de cette tortue, l'ADN nucléaire et non le mitochondrial, est composé de 50 chromosomes, soit le même nombre que les autres tortues de la sous-famille et le nombre le plus fréquemment rencontré pour les tortues de la famille des Emydidae en général,,. Chez les autres tortues, on compte entre 26 et 66 chromosomes. Très peu d'études ont été menées sur les variations du caryotype de la Tortue peinte suivant les populations. Toutefois une étude de 1967 sur la structure des protéines de la population insulaire de Nouvelle-Angleterre a révélé des différences par rapport aux tortues continentales. Des comparaisons de l'ADN chromosomique des différentes sous-espèces sont discutées, afin notamment de les confronter à la théorie de Starkey, mais elles n'étaient pas publiées en 2009,. Le séquençage complet du génome de la Tortue peinte est en cours en 2010, cette tortue étant l'un des deux reptiles choisis pour être séquencés les premiers.

### Fossiles
Bien que l'on connaisse assez mal l'histoire évolutive de cette espèce, on retrouve régulièrement des fossiles de Tortues peintes. Les plus vieux spécimens, trouvés dans le Nebraska, datent d'il y a environ 15 millions d'années. Les fossiles datant de 15 à 5 millions d'années avant notre ère n'ont été retrouvés que dans le Nebraska et le Kansas, mais des fossiles plus récents ont été découverts dans une aire géographique plus étendue. Des fossiles datant d'il y a moins de 300 000 ans sont découverts régulièrement dans l'ensemble des États-Unis et du sud du Canada.

## La Tortue peinte et l'Homme

### Menaces et protection

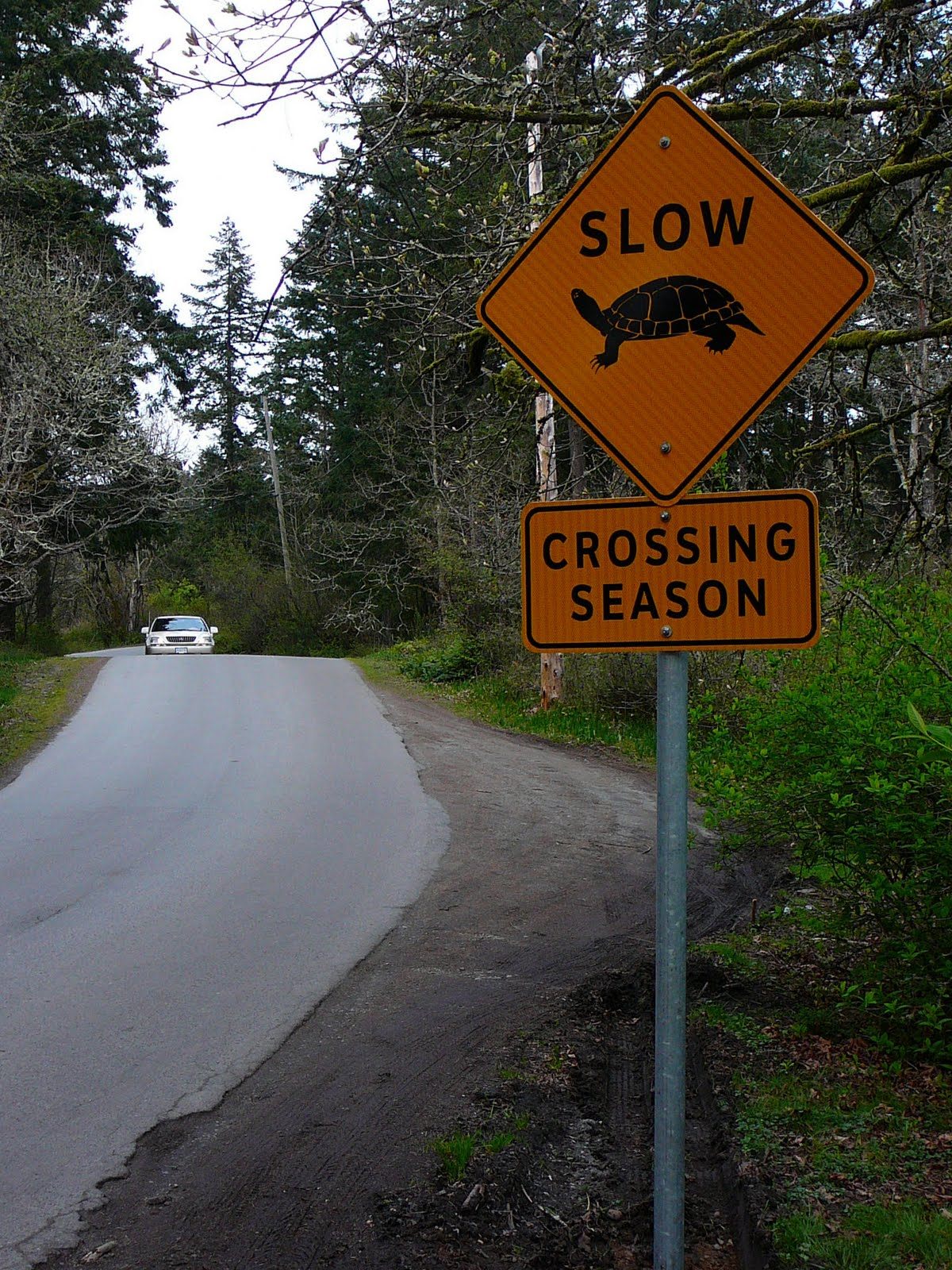
Panneau routier en Colombie-Britannique.

Le déclin des populations de Tortues peintes n'est pas simplement un cas de réduction rapide de son aire de répartition comme ce fut autrefois le cas pour le bison. La Tortue peinte est considérée comme très répandue (catégorie G5) dans l'évaluation de NatureServe, et l'Union internationale pour la conservation de la nature (IUCN) la classe parmi les espèces de préoccupation mineure (LC) dans sa liste rouge. La capacité de la Tortue peinte à survivre dans des milieux pollués ou artificiels et son cycle de vie assez rapide lui ont permis de conserver son aire de répartition,, mais la colonisation progressive de l'Amérique du Nord a considérablement réduit ses effectifs,.
Son aire de répartition est en recul uniquement sur la côte Pacifique, au nord-ouest du continent. Dans l'État de Washington elle demeure considérée comme S5 (très répandue), mais en Oregon on la classe dans la catégorie S2 (en péril), et en Colombie-Britannique les populations de tortues de la côte et de l'intérieur des terres sont considérées respectivement comme menacées et of special concern,.
Beaucoup de travaux ont été écrits sur les diverses menaces qui pèsent sur la Tortue peinte, mais il est très difficile de réellement quantifier leur impact,,. L'une des principales menaces pour cette tortue est la disparition progressive de son habitat pour diverses raisons. Concernant son habitat aquatique, l'assèchement des marais entraîne la disparition de la végétation au bord de l'eau et prive les tortues de certains de leurs points pour se réchauffer. Les prédateurs ont également un accès plus facile aux berges et les promeneurs sont plus fréquents,,. Concernant les sites de nidification, l'urbanisation et la mise en culture de certaines terres limitent les sols bien exposés nécessaires pour que l'incubation se déroule dans de bonnes conditions.
Les humains ont un également un impact important sur cette tortue à travers la circulation routière. Des tortues mortes, surtout des femelles, sont régulièrement vues sur les routes durant l'été. L'impact des routes est également indirect puisqu'elles isolent génétiquement certaines populations,. On leur construit localement des passages souterrains, des barrières pour empêcher leur accès à la route, et leur passage est parfois mentionné sur des panneaux routiers. Dans l'Oregon, les enfants sont sensibilisés à l'école sur les dangers qu'encourent les tortues et comment éviter d'en écraser et leur permettre de traverser la route sans prendre de risque.
Pour des articles plus généraux, voir Mortalité animale due aux véhicules et Fragmentation écopaysagère.
Dans l'ouest, diverses espèces introduites par l'homme comme l'Achigan à grande bouche, le Ouaouaron et surtout les tortues de la famille des Chelydridae se nourrissent des petites Tortues peintes,. À part le sud-est où le genre Trachemys est indigène, la Tortue de Floride, une sous-espèce appartenant à ce ggenre, entre en compétition avec la Tortue peinte dans les endroits où elle a été relâchée par l'homme. Dans les villes, certains prédateurs des milieux urbains comme les ratons laveurs, les chiens et les chats peuvent causer des pertes importantes dans les populations de tortues, notamment en mangeant les œufs.
D'autres inquiétudes entourant la Tortue peinte sont liées aux captures trop importantes dans la nature, aux maladies introduites par les animaux de compagnie relâchés dans la nature, à la diminution de la variabilité génétique au sein de l'espèce, la pollution, le trafic fluvial, les hameçons des pêcheurs — les tortues sont des voleurs d'appâts notables —, les tirs injustifiés et les collisions avec des machines agricoles ou des véhicules tout-terrain,,. Gervais et ses collègues ont noté que la recherche en elle-même pouvait affecter la population, car les études s'appuient sur des captures d'animaux sauvages et ne sont pas forcément suivies d'une publication de résultats. Il demande que toutes ces études soient plus ciblées, et qu'une sélection soit faite pour que moins de tortues ne se retrouvent dans les pièges des scientifiques. Le réchauffement climatique représente également une menace future pour ces animaux,.

### Animaux de compagnie
Au début des années 1990, les Tortues peintes se révèlent être les tortues les plus souvent adoptées comme animaux de compagnie après la Tortue de Floride. En 2010, la plupart des États américains autorisent mais déconseillent sa détention. L'Oregon l'interdit formellement et l'Indiana interdit sa vente. La loi fédérale américaine interdit la vente et le transport de toute tortue mesurant moins de 10 cm qui peut être porteuse de salmonelles. Toutefois, une exception peut être faite dans le cas de recherches scientifiques, et le braconnage est important,.
En captivité, la Tortue peinte se comporte comme la Tortue de Floride. Les détenteurs doivent lui fournir un espace suffisant, un endroit où elle peut se réchauffer à la lumière et une eau régulièrement changée. Cet animal est mal adapté pour les enfants car il ne peut pas être tenu dans les mains. Certains passionnés parviennent à garder de telles tortues en captivité pendant des dizaines d'années,,.

### Autres utilisations
La Tortue peinte est parfois consommée, mais elle n'est toutefois pas considérée comme une réelle source de nourriture,,. Même la sous-espèce la plus grande, la Tortue peinte de l'ouest, est trop petite pour être raisonnablement consommée, par rapport aux autres espèces à disposition. La Tortue peinte est couramment disséquée dans les écoles. Les animaux utilisés sont issus d'entreprises spécialisées dans la fourniture de matériel biologique, certains spécimens pouvant venir de la nature, mais ayant souvent été élevés en captivité. Dans le centre-ouest des États-Unis, les courses de tortues sont populaires lors des fêtes estivales,,.

### Piégeage
La collecte de Tortues peintes dans la nature à des fins commerciales est très controversée, et de plus en plus réglementée,,. Par exemple, dans le Wisconsin où les captures n'étaient pas formellement limitées, les collectes à but commerciales ont été interdites en 1997, à la suite d'observations du déclin des populations. Dans le Minnesota, les piégeurs attrapent plus de 300 000 Tortues peintes au cours des années 1990.
Inquiété par le cas du Wisconsin, le Minnesota commissionna Gamble et Simon pour mener une étude sur l'impact de la capture de tortues sur la population locale. Les scientifiques montrèrent que la densité de tortues étaient deux fois moins importante dans les lacs où la capture était pratiquée par rapport à ceux où elle ne l'était pas. Des modèles mathématiques des populations ont par ailleurs indiqué que des captures non réglementées pouvaient engendrer à terme un lourd déclin des populations de tortues. Ainsi le Minnesota interdit les nouveaux piégeurs et limite le nombre de pièges en 2002. Bien que les captures se poursuivent, elles sont moitié moins importantes que dans les années 1990.

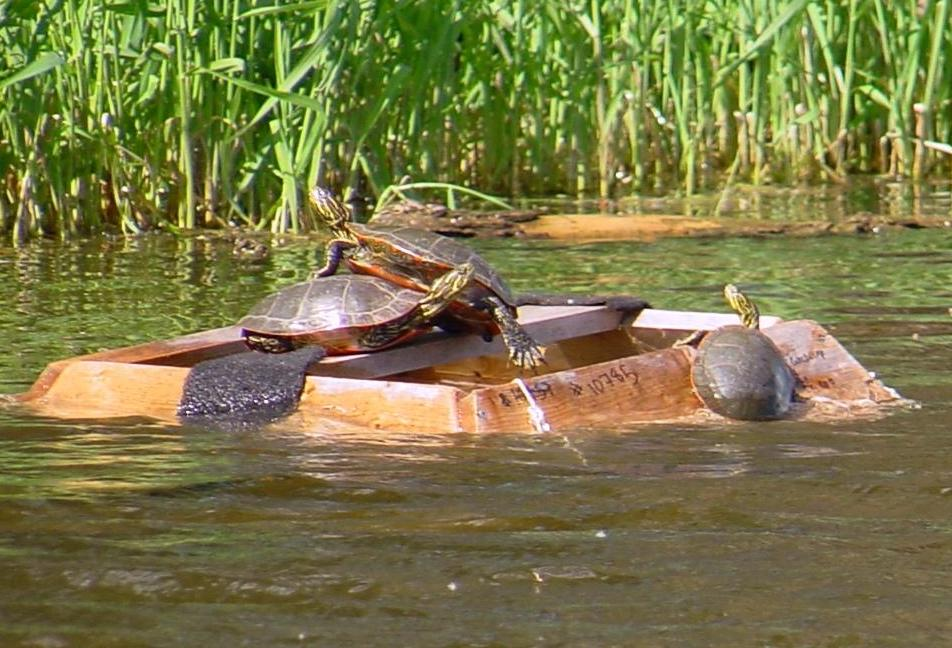
Un « piège à insolation », sur lequel les tortues viennent prendre le soleil.

En 2009, les Tortues peintes pouvaient toujours être piégées sans aucune restriction en Arkansas, dans l'Iowa, dans le Missouri, dans l'Ohio, et en Oklahoma. Depuis, le Missouri a interdit leur capture.
Les piégeurs de Tortues peintes sont généralement des pluri-actifs qui s'assurent de cette manière un revenu supplémentaire,, en vendant quelques centaines de ces animaux pour 1 ou 2 $ chacune. Certains piégeurs sont dans ce commerce depuis des générations, et en font une activité familiale, ou critiquent la limitation des captures, déclarant que les populations ne diminuent pas.
Les Fish and Game Departments de plusieurs États américains autorisent la capture non-commerciale de Tortues peintes avec un nombre de prises limitées, à condition de posséder un permis de pêche (ou de chasse dans certains États). D'autres interdisent formellement cette pratique. Le piégeage n'est pas autorisé dans l'Oregon, où la Tortue peinte de l'ouest voit sa population fortement décliner et dans le Missouri, où l'on trouve les sous-espèces de l'ouest et du sud. Au Canada, la province de l'Ontario protège les deux sous-espèces qu'elle héberge, celle de l'ouest et celle du centre et la Colombie-Britannique protège la Tortue peinte de l'ouest.
Les méthodes de capture sont elles aussi réglementées localement. Généralement les piégeurs utilisent des « pièges à insolation » flottant ou partiellement submergés, ou des nasses avec des appâts. Les témoignages des piégeurs, les données commerciales et les études scientifiques,, sont unanimes pour dire que les pièges à insolation sont les plus efficaces pour capturer les Tortues peintes, tandis que les nasses sont mieux adaptées à la capture de Tortues serpentines et de Trionychidae. La pêche à l'aide de filets ou de lignes à plusieurs hameçons et la collecte à la main sont autorisées, mais la chasse, l'empoisonnement où la pêche à l'explosif sont formellement interdits,,,,,.

### Tortue peinte dans la culture
Les tribus indiennes d'Amérique du Nord connaissaient bien la Tortue peinte, les jeunes braves étant entraînés à reconnaître son plongeon dans l'eau comme un signe de danger. Bien présente dans leur folklore, un mythe Potawatomi raconte comment les tortues parlantes Painted Turtle et ses alliées Snapping Turtle et Box Turtle se montrent plus malignes que les squaws du village. La Tortue peinte est le héros de cette légende et elle utilise sa coloration caractéristique pour duper une femme et ainsi pouvoir la mordre,. Un mythe Illini raconte comment la Tortue peinte s'est enduit de peinture pour séduire la fille du chef dans l'eau.
En 2010, quatre États américains avaient désigné la Tortue peinte comme reptile officiel de l'État. Le Vermont a mis ce reptile à l'honneur dès 1994, suivant la suggestion des élèves de la Cornwall Elementary School. En 1995, le Michigan suit, s'appuyant sur les recommandations de cinquième grade de Niles, qui ont découvert l'absence officielle de reptile pour cet État. Les citoyens de l'Illinois, en 2004, ont voté pour choisir la Tortue peinte comme reptile de l'État, un choix rendu officiel par la législation en 2005. Le Colorado choisit la Tortue peinte de l'ouest en 2008, à la suite des efforts en ce sens des classes de quatrième grade de Jay Biachi pendant deux ans. Dans l'État de New York, la Tortue peinte a perdu de peu face à la snapping turtle, la tortue serpentine (5 005 voix contre 5 048) lors d'une élection de 2006 visant à définir le reptile officiel de l'État.

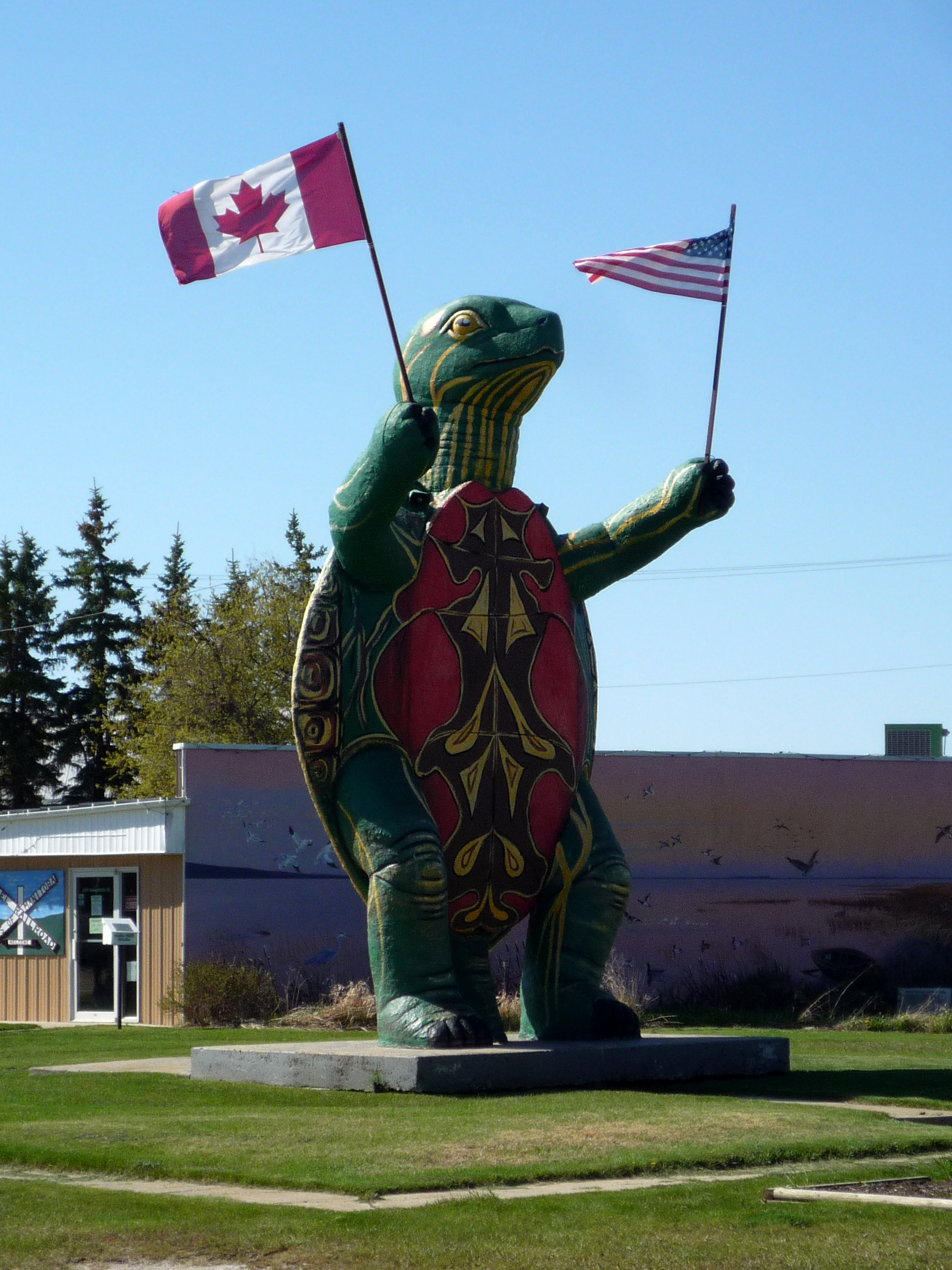
Tommy the Turtle.

À Boissevain, dans le Manitoba, une ville frontalière entre le Canada et les États-Unis, une Tortue peinte de l'ouest de 4 500 kg, Tommy the Turtle, constitue une curiosité bien connue au bord de la route. La statue a été construite en 1974 pour célébrer le Canadian Turtle Derby, un festival comprenant notamment des courses de tortues et qui s'est perpétué entre 1972 et 2001.
Le Canadien Jon Montgomery, qui remporta en 2010 la médaille d'or de skeleton aux Jeux Olympiques, portait alors une Tortue peinte dessinée sur son casque. Montgomery, qui porte également sur sa poitrine un tatouage représentant une feuille d'érable expliqua qu'il avait un jour aidé une Tortue peinte à traverser la route. BC Hydro se référa à l'action de Montgomery quand ils décrivirent leur plan de sauvegarde de la tortue en Colombie-Britannique,.
Diverses entités privées ont pris la Tortue peinte comme symbole. Wayne State University Press édite par exemple une série d'ouvrages « nommée d'après le reptile officiel du Michigan » qui comprend des livres portant sur des sujets régionaux d'intérêt culturel et historique. En Californie, The Painted Turtle est un camp pour enfants malades fondé par Paul Newman. La Painted Turtle Winery en Colombie-Britannique vend des vins en utilisant l'image de cette tortue qui, selon le marketing de la boîte, a « un style de vie décontracté ». On compte également deux entreprises liées à Internet dans le Michigan,, une pension en Colombie-Britannique, et un café dans le Maine qui utilise commercialement l'image de la Tortue peinte.
La Tortue peinte est un sujet récurrent dans les livres pour enfants,,,,,,. Enfin, Painted turtle: state reptile of Michigan est une courte chanson pour enfants,.